# تارة زهرة
تارة زهرة (بالإنجليزية: Tara Zahra)‏ هي كاتبة غير روائية وأستاذة جامعية أمريكية، ولدت في 5 أغسطس 1976.